# Epprechtstein-Granit

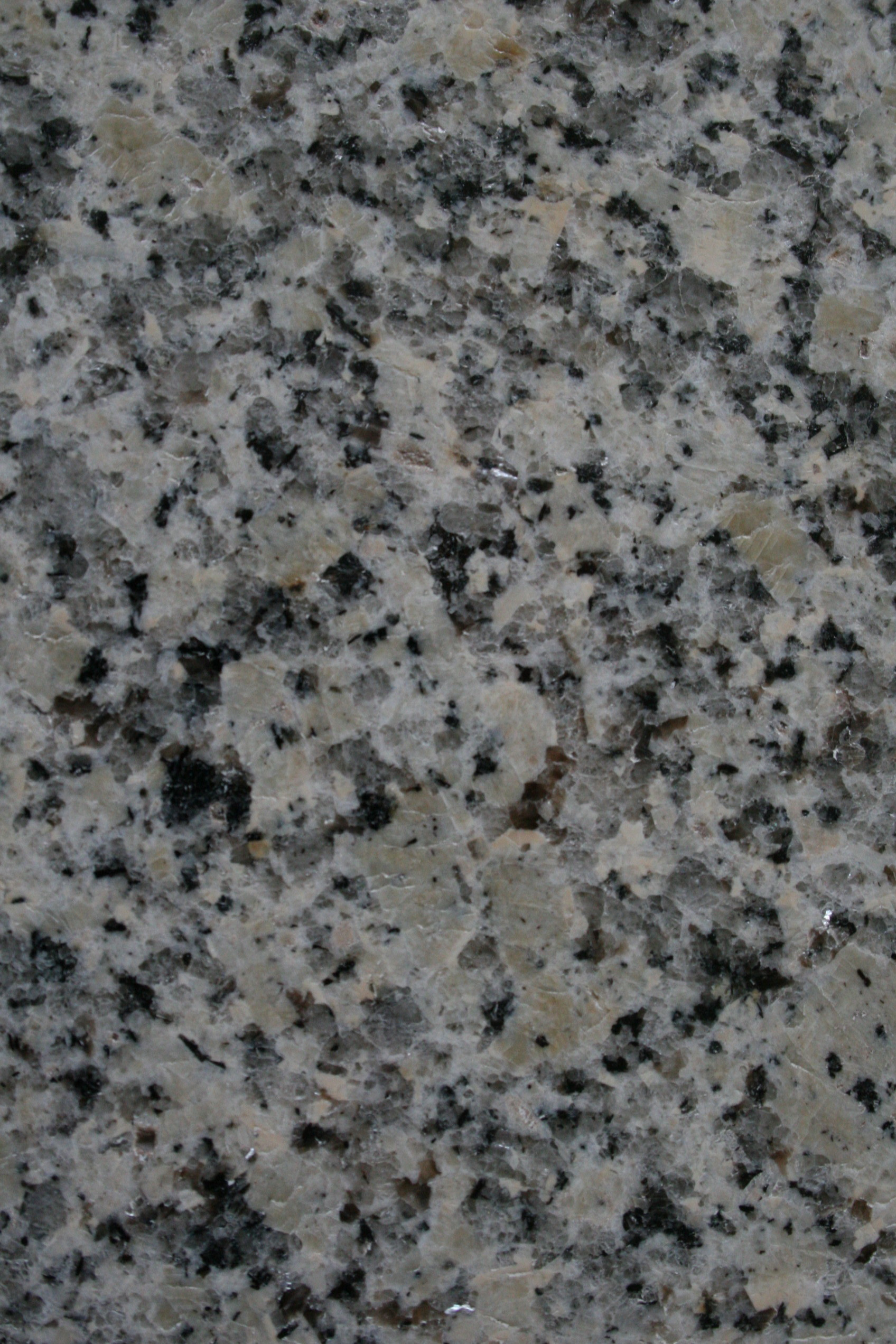
Epprechtstein-Granit, polierte Oberfläche, Muster mit Kantenlänge ca. 12 cm

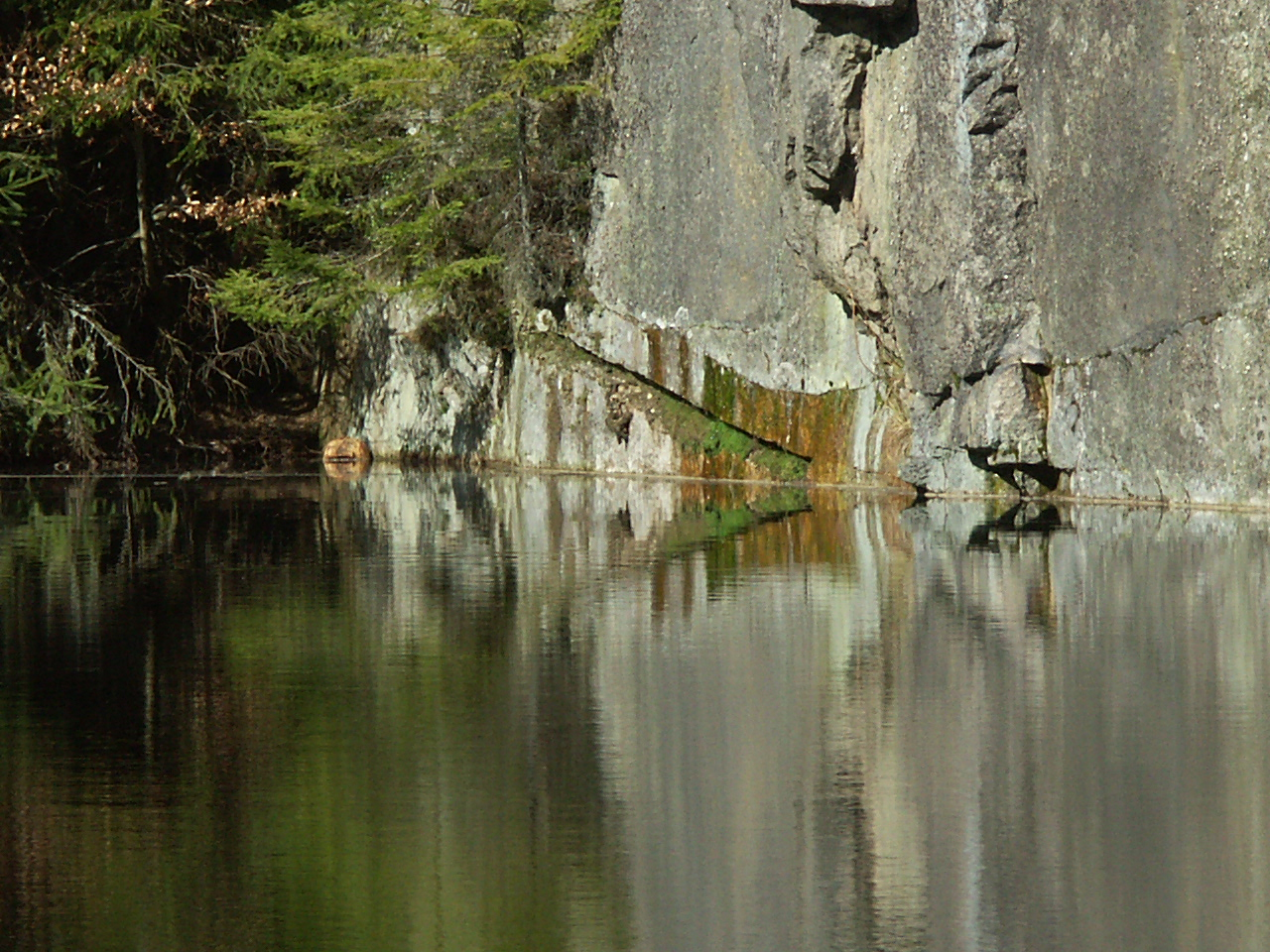
Aufgelassener renaturierter Epprecht-Steinbruch Forstwiesen

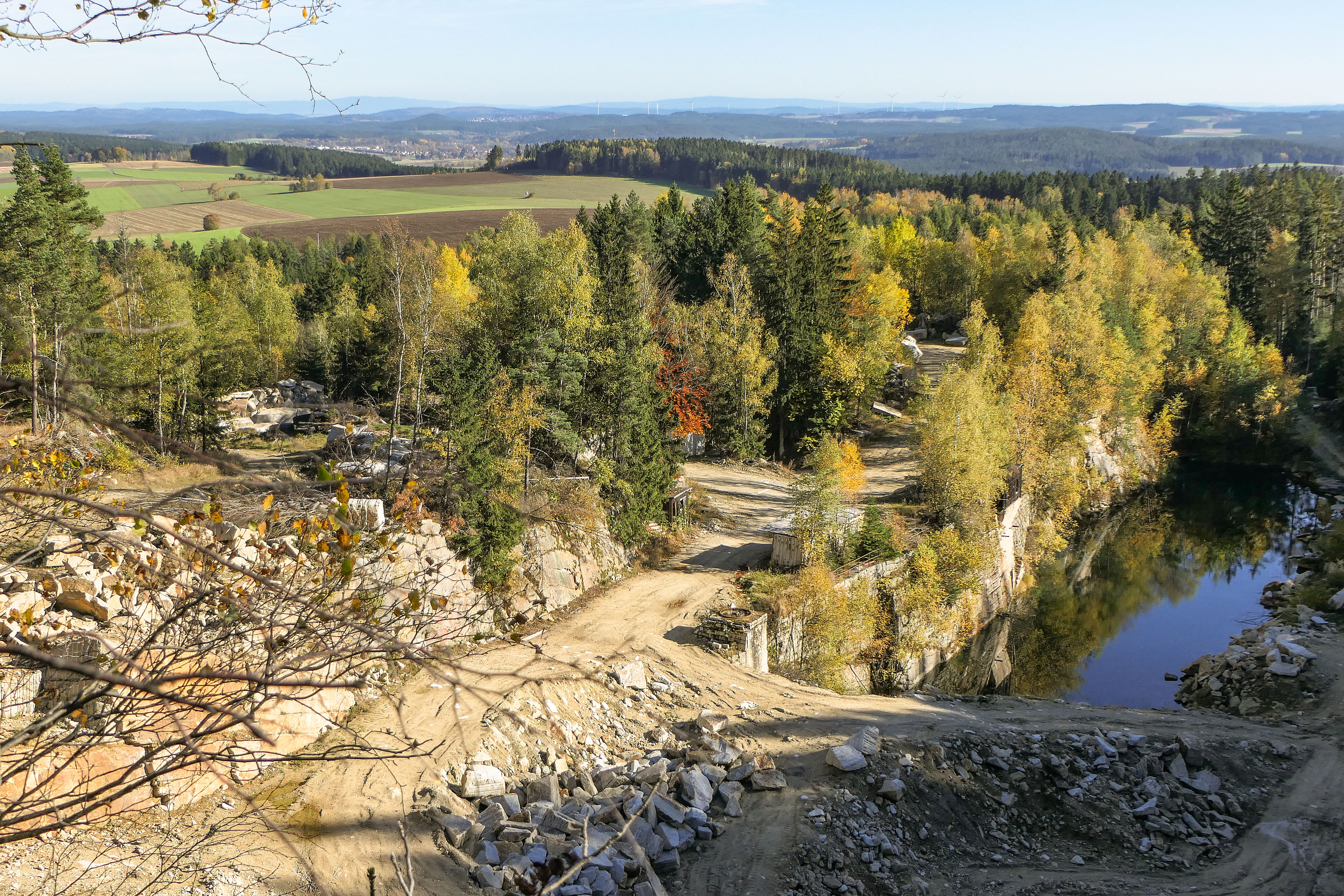
Der Schlossbrunnenbruch

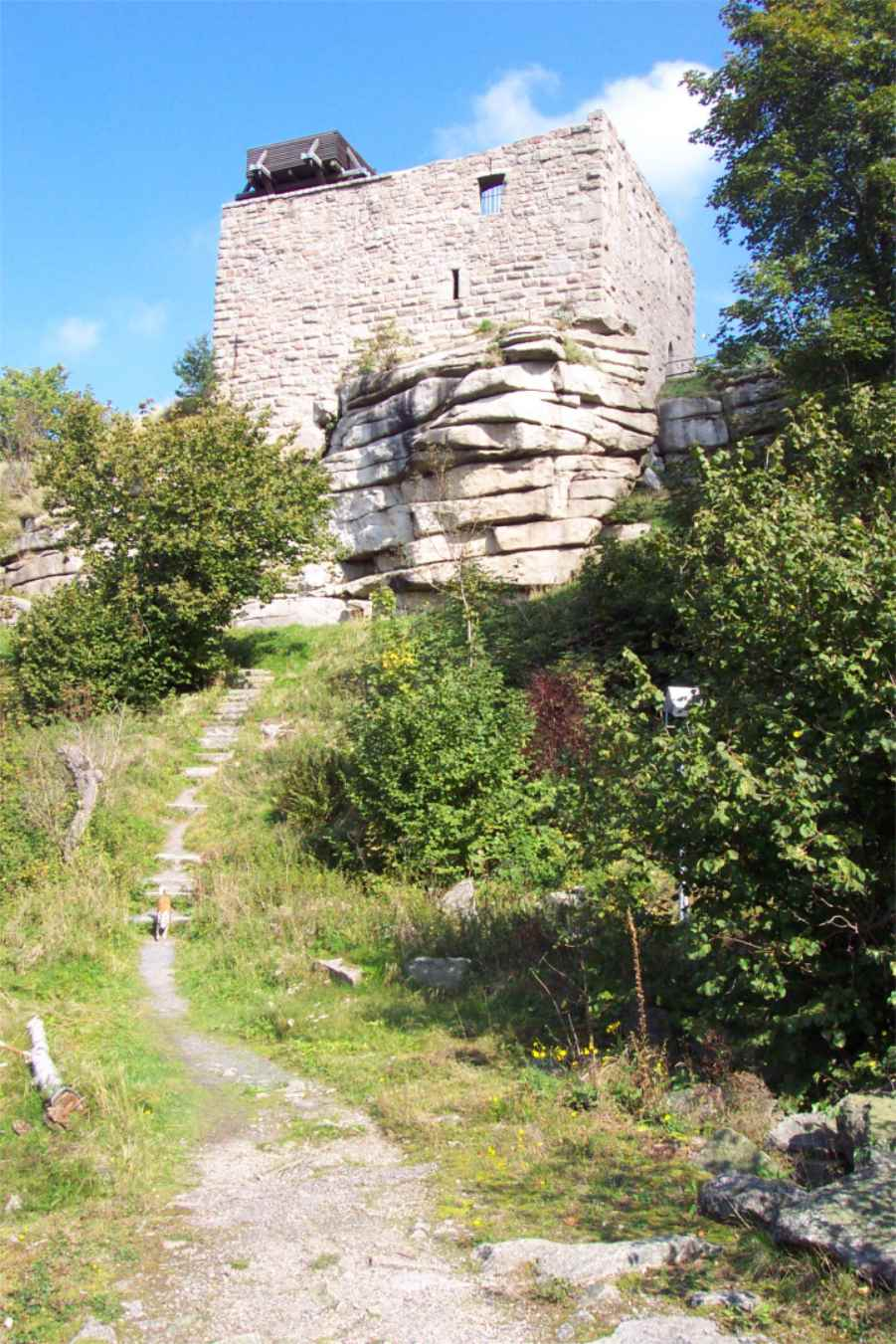
Die Ruine der Burg Epprechtstein aus Epprechtstein-Granit

Epprechtstein-Granit (bis vor 1914 Herkules-Granit genannt) ist ein gelber bis blassgelber mittelkörniger Granit, der am 798 Meter hohen Epprechtstein im nördlichen Fichtelgebirge, zwei Kilometer westlich von Kirchenlamitz im Landkreis Wunsiedel gebrochen wird. Der Biotit-Muskovit-Granit ist ein Zweiglimmer-Granit aus dem Oberkarbon.

## Mineralbestand
Epprechtstein-Granit enthält 33 Prozent Quarz, 37 Prozent Alkalifeldspat, 20 Prozent Plagioklas, 6 Prozent Biotit, 2 Prozent Muskovit und Chlorit sowie 2 Prozent Akzessorien wie Hornblende, Zirkon, Apatit, Turmalin und opaktes Erz. Die hellgraue Farbe des Granits kommt vom Quarz, die weiße bis blassrosaweiße von den Feldspaten und die schwarze vom Biotit. Die Mineralkörner sind 1,5 bis 1,6 mm groß.

## Geschichte der Steinbrüche
Die Steinbrüche liegen am Epprechtstein im nördlichen Fichtelgebirge, westlich von Kirchenlamitz. 
Vorgefundene Blöcke dieses Granits wurden bereits für die im 12. Jahrhundert erbaute Burg Epprechtstein verwendet, ohne das ein systematischer Steinbruchsbetrieb entstand.
Am 22. August 1724 erhielt erstmals ein Kirchenlamitzer Steinmetzmeister einen markgräflichen Lehensbrief; das Bayerische Berggesetz von 1869 erlaubte nur den geplanten und genehmigten Steinbruchbetrieb.
Mit dem beginnenden Eisenbahnbau in Deutschland entwickelte sich die Granitindustrie im Fichtelgebirge. Für den Bau von Brücken und Mauern wurden Werksteine gebraucht, für den Gleisbau benötigte man Schotter; so entstanden zahlreiche Steinbrüche am Epprechtstein. Bereits 1897 beschäftigten fünf Kirchenlamitzer Steinmetzbetriebe rund 450 Arbeiter.   
Auf einem Rundwanderweg können sechs Steinbrüche (Lenks-Bruch, Alberts-Bruch, Schoberts-Bruch, Geyers-Bruch, Blauer Bruch und Schloßbrunnen-Bruch) besichtigt werden. Im Jahre 2009 waren noch drei Steinbrüche im Betrieb, die aufgelassenen sind größtenteils renaturiert.

## Verwendung
Epprechtstein-Granit ist gut verwitterungsbeständig, polierfähig und gegen chemische Aggressorien beständig. Verwendet wurde dieser Granit vor allem als Massivbausteine für Brücken und Mauerwerke, Gebäudesockel, Fassadenverkleidungen, Boden- und Treppenbeläge, für die Gartengestaltung, für Brunnen und Skulpturen, Tür- und Fenstergewände, Grabmale, Kilometersteine, als Pflaster, für Torbögen und als Bordsteine.
Aus dem Vorkommen lassen sich große Rohblöcke gewinnen. 
Epprechtsteingranit wurde verbaut am Reichstagsgebäude, an der Staatsbibliothek und der Nationalgalerie in Berlin; am Hauptpostamt in Köln, am Schloss Nymphenburg und an der Hypo-Passage in München.